# Muskellunge
 Der er for få eller ingen kildehenvisninger i denne artikel, hvilket er et problem. Du kan hjælpe ved at angive troværdige kilder til de påstande, som fremføres i artiklen.

Muskellunge (Esox masquinongy) er en ferskvandsfisk, der findes i Nordamerika. Muskellunger er den største fisk i gedde-familien (Esocidae). Navnet muskellunge stammer, via fransk masque allongé, fra ojibwasprogets maashkinoozhe.[kilde mangler] Fisken kaldes i Nordamerika også muskellunge eller blot muskie/musky.
Den bliver kønsmoden ved 2-3-årsalderen og kan blive op til 30 år gammel. De største rapporterede eksemplarer har haft en længde på cirka 180 centimeter og rekordvægten er cirka 32 kilogram.[kilde mangler]

## Eksterne links
- Wikimedia Commons har flere filer relateret til Muskellunge
- FishBase

| Biologi | Spire Denne artikel om biologi er en spire som bør udbygges. Du er velkommen til at hjælpe Wikipedia ved at udvide den. |